# Postma
Postma is een achternaam van Friese origine. In 2007 waren er 12.394 personen in Nederland met deze achternaam, veelal geconcentreerd in de provincie Friesland. De schrijfwijze Postema (2.069 personen) komt meer voor in de naburige provincie Groningen.

## Herkomst
De achternaam is mogelijk afgeleid van 'posthumus' (tevens een achternaam), dat betekent dat een kind is geboren na de dood van de vader.
Andere mogelijke herkomsten zijn het beroep van de drager (postbode, wachter), of toponymisch (van een buiten post, enz.).

## Nederlandse personen
- André Postma (1963), decorontwerper en illustrator
- Andries Postma (1943), rechtsgeleerde en politicus (CDA, oud-Eerste Kamerlid)
- Angela Postma (1971), zwemster
- Anko Postma (1972), historicus
- Annemarie Postma (1969), schrijfster, columniste en model
- Antoon Postma (1929), antropoloog en paleograaf
- Arjan Postma (1968), televisiepersoonlijkheid (natuurexpert/boswachter)
- Arjen Postma (1985), voetballer
- Bernhard Postma (1912-1999), politicus (Boerenpartij, Nederlandse Volks-Unie)
- Dirkje Postma (1951), pathofysioloog
- Erik Postma (±1953-2002), burgemeester (D66)
- Frans Postma (1932-2010), voetballer (AFC Ajax)
- Gerriet Postma (1932-2009), kunstschilder
- Hannes Postma (1933-2020), kunstschilder, tekenaar, graficus
- Hepie Postma (1956), zangeres
- Hugo Postma (1953), copywriter, songwriter en zanger
- Ids Postma (1973), schaatser
- Jaap Postma (1954), acteur
- Jan Postma (CPN) (1895-1944), communist (CPN-leider tijdens de Tweede Wereldoorlog)
- Jan Postma (historicus) (1942), politicus (oud-burgemeester van Leiden)
- Jan Postma (schrijver) (1932-2015), politieman en schrijver van politieromans
- Jan Postma (essayist) (1985), journalist, schrijver en columnist
- Joop Postma (1932-2014), politicus (PvdA, o.a. burgemeester)
- Klaas Postma (1904-1944), verzetsstrijder
- Lidia Postma (1952), schrijfster, tekenares en illustratrice
- Loek Postma (2003), voetballer
- Mariska Kramer-Postma (1974), atleet
- Martine Postma (1970), milieuactiviste
- Martje Postma (1960), politica (CDA)
- Obe Postma (1868-1963), Fries dichter
- Pieter-Jan Postma (1982), zeiler
- Piety Postma (1956-?), langebaanschaatster
- Rogier Postma (1973), televisiepresentator en documentairemaker
- Stefan Postma (1976), doelman
- Sybren Jan Postma (1916-2013), vliegenier en militair (Tweede Wereldoorlog)
- Thijs Postma (1933), auteur van luchtvaartboeken, publicist, illustrator en grafisch ontwerper
- Tineke Postma (1978), jazzmusicus
- Tirsa Postma (2000), voetbalster (PEC Zwolle)
- Truus Postma (1927), huisarts en pro-euthanasieactivist
- Wander Postma (1840-1911), waterstaatsingenieur en architect
- Wiegertje Postma (1987), schrijfster en columniste
- Wytske Postma (1977), politica (CDA, NSC)

## Duits persoon
- Anni Friesinger-Postma (1977), schaatsster

## Overige
- De mens Jan Postma, Nederlands hoorspel
- Obe Postmaprijs, prijs voor literaire vertalingen in of uit het Fries
- 11184 Postma, asteroïde ontdekt in 1998, vernoemd naar Sep Postma, een Nederlands verzetsman in de Tweede Wereldoorlog